# Wereldbeker langlaufen 2016/2017
De wereldbeker langlaufen 2016/2017 (officieel: FIS Cross-Country World Cup presented by Viessmann) ging van start op 26 november 2016 in het Finse Kuusamo en eindigde op 19 maart 2017 in de Canadese hoofdstad Quebec. De wereldbeker werd georganiseerd door de Fédération Internationale de Ski. Het was de 36e editie van de wereldbeker voor zowel mannen als vrouwen.
De hoogtepunten van het seizoen waren de Tour de Ski en de wereldkampioenschappen langlaufen 2017, de resultaten van dit laatste evenement telden echter niet mee voor de wereldbeker.
De langlaufer die aan het einde van het seizoen de meeste punten had verzameld, won de algemene wereldbeker. Martin Johnsrud Sundby en Heidi Weng, beiden uit Noorwegen wonnen die algemene wereldbeker.

## Mannen

### Kalender
| Datum | Plaats                            | Onderdeel                             | Eerste                                                                                   | Tweede                                                                         | Derde                                                                             |
| --- | --------------------------------- | ------------------------------------- | ---------------------------------------------------------------------------------------- | ------------------------------------------------------------------------------ | --------------------------------------------------------------------------------- |
| 26/11/2016 | Kuusamo                           | Sprint (klassieke stijl)              | Pål Golberg                                                                              | Calle Halfvarsson                                                              | Johannes Høsflot Klæbo                                                            |
| 27/11/2016 | Kuusamo                           | 15 km klassieke stijl                 | Iivo Niskanen                                                                            | Emil Iversen                                                                   | Martin Johnsrud Sundby                                                            |
| Nordic Opening |                                   |                                       |                                                                                          |                                                                                |                                                                                   |
| 02/12/2016 | Lillehammer                       | Sprint (klassieke stijl)              | Calle Halfvarsson                                                                        | Emil Iversen                                                                   | Teodor Peterson                                                                   |
| 03/12/2016 | Lillehammer                       | 10 km vrije stijl                     | Calle Halfvarsson                                                                        | Marcus Hellner                                                                 | Sergej Oestjoegov                                                                 |
| 04/12/2016 | Lillehammer                       | 15 km klassieke stijl (handicapstart) | Matti Heikkinen                                                                          | Martin Johnsrud Sundby                                                         | Pål Golberg                                                                       |
| Eindklassement Nordic Opening:                                                                                        | Eindklassement Nordic Opening:    | Eindklassement Nordic Opening:        | Martin Johnsrud Sundby                                                                   | Johannes Høsflot Klæbo                                                         | Matti Heikkinen                                                                   |
| 10/12/2016 | Davos                             | 30 km vrije stijl (intervalstart)     | Martin Johnsrud Sundby                                                                   | Anders Gløersen                                                                | Matti Heikkinen                                                                   |
| 11/12/2016 | Davos                             | Sprint (vrije stijl)                  | Sergej Oestjoegov                                                                        | Finn Hågen Krogh                                                               | Sindre Bjørnestad Skar                                                            |
| 17/12/2016 | La Clusaz                         | 15 km vrije stijl (massastart)        | Finn Hågen Krogh                                                                         | Martin Johnsrud Sundby                                                         | Aleksandr Legkov                                                                  |
| 18/12/2016 | La Clusaz                         | 4 × 7,5 km estafette                  | Noorwegen I Didrik Tønseth Martin Johnsrud Sundby Anders Gløersen Finn Hågen Krogh       | Rusland I Jevgeni Belov Aleksandr Legkov Aleksej Tsjervotkin Sergej Oestjoegov | Frankrijk I Jean-Marc Gaillard Alexis Jeannerod Clément Parisse Maurice Manificat |
| Tour de Ski 2016/2017                                                                                                 |                                   |                                       |                                                                                          |                                                                                |                                                                                   |
| 31/12/2016 | Val Müstair                       | Sprint (vrije stijl)                  | Sergej Oestjoegov                                                                        | Federico Pellegrino                                                            | Finn Hågen Krogh                                                                  |
| 01/01/2017 | Val Müstair                       | 10 km klassieke stijl (massastart)    | Sergej Oestjoegov                                                                        | Martin Johnsrud Sundby                                                         | Didrik Tønseth                                                                    |
| 03/01/2017 | Oberstdorf                        | 20 km skiatlon                        | Sergej Oestjoegov                                                                        | Martin Johnsrud Sundby                                                         | Dario Cologna                                                                     |
| 04/01/2017 | Oberstdorf                        | 15 km vrije stijl (handicapstart)     | Sergej Oestjoegov                                                                        | Martin Johnsrud Sundby                                                         | Alex Harvey                                                                       |
| 06/01/2017 | Toblach                           | 10 km vrije stijl                     | Sergej Oestjoegov                                                                        | Maurice Manificat                                                              | Simen Hegstad Krüger                                                              |
| 07/01/2017 | Val di Fiemme                     | 15 km klassieke stijl (massastart)    | Martin Johnsrud Sundby                                                                   | Sergej Oestjoegov                                                              | Matti Heikkinen                                                                   |
| 08/01/2017 | Val di Fiemme                     | 9 km achtervolging (vrije stijl)      | Maurice Manificat                                                                        | Matti Heikkinen                                                                | Hans Christer Holund                                                              |
| Eindklassement Tour de Ski:                                                                                           | Eindklassement Tour de Ski:       | Eindklassement Tour de Ski:           | Sergej Oestjoegov                                                                        | Martin Johnsrud Sundby                                                         | Dario Cologna                                                                     |
| 14/01/2017 | Toblach                           | Sprint (klassieke stijl)              | Sindre Bjørnestad Skar                                                                   | Simeon Hamilton                                                                | Johannes Høsflot Klæbo                                                            |
| 15/01/2017 | Toblach                           | Teamsprint (vrije stijl)              | Canada Len Valjas Alex Harvey                                                            | Zweden I Karl-Johan Westberg Oskar Svensson                                    | Italië Dietmar Nöckler Federico Pellegrino                                        |
| 21/01/2017 | Ulricehamn                        | 15 km vrije stijl                     | Alex Harvey                                                                              | Martin Johnsrud Sundby                                                         | Marcus Hellner                                                                    |
| 22/01/2017 | Ulricehamn                        | 4 × 7,5 km estafette                  | Noorwegen I Simen Hegstad Krüger Martin Johnsrud Sundby Anders Gløersen Finn Hågen Krogh | Zweden I Daniel Richardsson Johan Olsson Marcus Hellner Calle Halfvarsson      | Canada Devon Kershaw Alex Harvey Knute Johnsgaard Len Valjas                      |
| 28/01/2017 | Falun                             | Sprint (vrije stijl)                  | Federico Pellegrino                                                                      | Emil Iversen                                                                   | Sindre Bjørnestad Skar                                                            |
| 29/01/2017 | Falun                             | 30 km klassieke stijl (massastart)    | Emil Iversen                                                                             | Martin Johnsrud Sundby                                                         | Calle Halfvarsson                                                                 |
| 03/02/2017 | Pyeongchang                       | Sprint (klassieke stijl)              | Gleb Retivych                                                                            | Sondre Turvoll Fossli                                                          | Andrej Parfenov                                                                   |
| 04/02/2017 | Pyeongchang                       | 30 km skiatlon                        | Petr Sedov                                                                               | Daniel Stock                                                                   | Matthias Rundgreen                                                                |
| 05/02/2017 | Pyeongchang                       | Teamsprint (vrije stijl)              | Rusland I Andrej Parfenov Gleb Retivych                                                  | Frankrijk Baptiste Gros Lucas Chanavat                                         | Rusland II Artem Maltsev Nikita Krjoekov                                          |
| 18/02/2017 | Otepää                            | Sprint (vrije stijl)                  | Johannes Høsflot Klæbo                                                                   | Finn Hågen Krogh                                                               | Sergej Oestjoegov                                                                 |
| 19/02/2017 | Otepää                            | 15 kilometer klassieke stijl          | Martin Johnsrud Sundby                                                                   | Iivo Niskanen                                                                  | Hans Christer Holund                                                              |
| 21 februari tot en met 5 maart 2017: wereldkampioenschappen langlaufen 2017 in Lahti (telt niet mee voor wereldbeker) |                                   |                                       |                                                                                          |                                                                                |                                                                                   |
| 08/03/2017 | Drammen                           | Sprint (klassieke stijl)              | Eirik Brandsdal                                                                          | Johannes Høsflot Klæbo                                                         | Sergej Oestjoegov                                                                 |
| 11/03/2017 | Oslo                              | 50 km klassieke stijl (massastart)    | Martin Johnsrud Sundby                                                                   | Iivo Niskanen                                                                  | Aleksandr Bessmertnych                                                            |
| Wereldbekerfinale |                                   |                                       |                                                                                          |                                                                                |                                                                                   |
| 17/03/2017 | Quebec                            | Sprint (vrije stijl)                  | Alex Harvey                                                                              | Finn Hågen Krogh                                                               | Richard Jouve                                                                     |
| 18/03/2017 | Quebec                            | 15 km klassieke stijl (massastart)    | Johannes Høsflot Klæbo                                                                   | Niklas Dyrhaug                                                                 | Aleksandr Bessmertnych                                                            |
| 19/03/2017 | Quebec                            | 15 km vrije stijl (handicapstart)     | Marcus Hellner                                                                           | Andrew Musgrave                                                                | Sjur Røthe                                                                        |
| Eindklassement wereldbekerfinale:                                                                                     | Eindklassement wereldbekerfinale: | Eindklassement wereldbekerfinale:     | Johannes Høsflot Klæbo                                                                   | Alex Harvey                                                                    | Niklas Dyrhaug                                                                    |

### Eindstanden
| Algemene wereldbeker | Algemene wereldbeker   | Algemene wereldbeker | Algemene wereldbeker |
| #                    | Naam                   | Land                 | Punten               |
| -------------------- | ---------------------- | -------------------- | -------------------- |
| 1                    | Martin Johnsrud Sundby | NOR                  | 1.626                |
| 2                    | Sergej Oestjoegov      | RUS                  | 1.176                |
| 3                    | Alex Harvey            | CAN                  | 1.128                |
| 4                    | Johannes Høsflot Klæbo | NOR                  | 884                  |
| 5                    | Matti Heikkinen        | FIN                  | 869                  |
| 6                    | Marcus Hellner         | SWE                  | 815                  |
| 7                    | Dario Cologna          | SUI                  | 788                  |
| 8                    | Niklas Dyrhaug         | NOR                  | 758                  |
| 9                    | Sjur Røthe             | NOR                  | 673                  |
| 10                   | Finn Hågen Krogh       | NOR                  | 660                  |

| Afstandswereldbeker | Afstandswereldbeker    | Afstandswereldbeker | Afstandswereldbeker |
| #                   | Naam                   | Land                | Punten              |
| ------------------- | ---------------------- | ------------------- | ------------------- |
| 1                   | Martin Johnsrud Sundby | NOR                 | 1.056               |
| 2                   | Alex Harvey            | CAN                 | 558                 |
| 3                   | Matti Heikkinen        | FIN                 | 555                 |
| 4                   | Iivo Niskanen          | FIN                 | 475                 |
| 5                   | Niklas Dyrhaug         | NOR                 | 468                 |
| 6                   | Sjur Røthe             | NOR                 | 465                 |
| 7                   | Sergej Oestjoegov      | RUS                 | 454                 |
| 8                   | Marcus Hellner         | SWE                 | 453                 |
| 9                   | Dario Cologna          | SUI                 | 424                 |
| 10                  | Hans Christer Holund   | SWE                 | 409                 |

| Sprintwereldbeker | Sprintwereldbeker      | Sprintwereldbeker | Sprintwereldbeker |
| #                 | Naam                   | Land              | Punten            |
| ----------------- | ---------------------- | ----------------- | ----------------- |
| 1                 | Johannes Høsflot Klæbo | NOR               | 399               |
| 2                 | Federico Pellegrino    | ITA               | 363               |
| 3                 | Sindre Bjørnestad Skar | NOR               | 338               |
| 4                 | Finn Hågen Krogh       | NOR               | 323               |
| 5                 | Sergej Oestjoegov      | RUS               | 322               |
| 6                 | Pål Golberg            | NOR               | 238               |
| 7                 | Emil Iversen           | NOR               | 237               |
| 8                 | Lucas Chanavat         | FRA               | 216               |
| 9                 | Simeon Hamilton        | USA               | 200               |
| 10                | Eirik Brandsdal        | NOR               | 199               |

## Vrouwen

### Kalender
| Datum | Plaats                            | Onderdeel                             | Eerste                                                                        | Tweede                                                                         | Derde                                                                   |
| --- | --------------------------------- | ------------------------------------- | ----------------------------------------------------------------------------- | ------------------------------------------------------------------------------ | ----------------------------------------------------------------------- |
| 26/11/2016 | Kuusamo                           | Sprint (klassieke stijl)              | Stina Nilsson                                                                 | Maiken Caspersen Falla                                                         | Heidi Weng                                                              |
| 27/11/2016 | Kuusamo                           | 10 km klassieke stijl                 | Marit Bjørgen                                                                 | Krista Pärmäkoski                                                              | Heidi Weng                                                              |
| Nordic Opening |                                   |                                       |                                                                               |                                                                                |                                                                         |
| 02/12/2016 | Lillehammer                       | Sprint (klassieke stijl)              | Heidi Weng                                                                    | Maiken Caspersen Falla                                                         | Hanna Falk                                                              |
| 03/12/2016 | Lillehammer                       | 5 km vrije stijl                      | Jessica Diggins                                                               | Heidi Weng                                                                     | Marit Bjørgen                                                           |
| 04/12/2016 | Lillehammer                       | 10 km klassieke stijl (handicapstart) | Krista Pärmäkoski                                                             | Ingvild Flugstad Østberg                                                       | Heidi Weng                                                              |
| Eindklassement Nordic Opening:                                                                                        | Eindklassement Nordic Opening:    | Eindklassement Nordic Opening:        | Heidi Weng                                                                    | Krista Pärmäkoski                                                              | Ingvild Flugstad Østberg                                                |
| 10/12/2016 | Davos                             | 15 km (klassieke stijl)               | Ingvild Flugstad Østberg                                                      | Heidi Weng                                                                     | Krista Pärmäkoski                                                       |
| 11/12/2016 | Davos                             | Sprint (vrije stijl)                  | Maiken Caspersen Falla                                                        | Ingvild Flugstad Østberg                                                       | Hanna Falk                                                              |
| 17/12/2016 | La Clusaz                         | 10 km vrije stijl (massastart)        | Heidi Weng                                                                    | Marit Bjørgen                                                                  | Ingvild Flugstad Østberg                                                |
| 18/12/2016 | La Clusaz                         | 4 × 5 km estafette                    | Noorwegen I Ingvild Flugstad Østberg Marit Bjørgen Ragnhild Haga Heidi Weng   | Finland I Aino-Kaisa Saarinen Anne Kyllönen Riitta-Liisa Roponen Laura Mononen | Zweden I Emma Wikén Stina Nilsson Maria Rydqvist Anna Dyvik             |
| Tour de Ski 2016/2017                                                                                                 |                                   |                                       |                                                                               |                                                                                |                                                                         |
| 31/12/2016 | Val Müstair                       | Sprint (vrije stijl)                  | Stina Nilsson                                                                 | Maiken Caspersen Falla                                                         | Heidi Weng                                                              |
| 01/01/2017 | Val Müstair                       | 5 km klassieke stijl (massastart)     | Ingvild Flugstad Østberg                                                      | Heidi Weng                                                                     | Krista Pärmäkoski                                                       |
| 03/01/2017 | Oberstdorf                        | 10 km skiatlon                        | Stina Nilsson                                                                 | Jessica Diggins                                                                | Heidi Weng                                                              |
| 04/01/2017 | Oberstdorf                        | 10 km vrije stijl (handicapstart)     | Stina Nilsson                                                                 | Heidi Weng                                                                     | Ingvild Flugstad Østberg                                                |
| 06/01/2017 | Toblach                           | 5 km vrije stijl                      | Jessica Diggins                                                               | Krista Pärmäkoski                                                              | Sadie Bjornsen                                                          |
| 07/01/2017 | Val di Fiemme                     | 10 km klassieke stijl (massastart)    | Stina Nilsson                                                                 | Anne Kyllönen                                                                  | Charlotte Kalla                                                         |
| 08/01/2017 | Val di Fiemme                     | 9 km achtervolging (vrije stijl)      | Heidi Weng                                                                    | Elizabeth Stephen                                                              | Kerttu Niskanen                                                         |
| Eindklassement Tour de Ski:                                                                                           | Eindklassement Tour de Ski:       | Eindklassement Tour de Ski:           | Heidi Weng                                                                    | Krista Pärmäkoski                                                              | Stina Nilsson                                                           |
| 14/01/2017 | Toblach                           | Sprint (klassieke stijl)              | Natalja Matvejeva                                                             | Maiken Caspersen Falla                                                         | Hanna Falk                                                              |
| 15/01/2017 | Toblach                           | Teamsprint (vrije stijl)              | Rusland Joelia Beloroekova Natalja Matvejeva                                  | Zweden I Ida Ingemarsdotter Hanna Falk                                         | Noorwegen I Astrid Jacobsen Maiken Caspersen Falla                      |
| 21/01/2017 | Ulricehamn                        | 10 km vrije stijl                     | Marit Bjørgen                                                                 | Krista Pärmäkoski                                                              | Charlotte Kalla                                                         |
| 22/01/2017 | Ulricehamn                        | 4 × 5 km estafette                    | Noorwegen I Ingvild Flugstad Østberg Heidi Weng Astrid Jacobsen Marit Bjørgen | Duitsland Katharina Hennig Stefanie Böhler Victoria Carl Sandra Ringwald       | Zweden I Ida Ingemarsdotter Sofia Henriksson Charlotte Kalla Hanna Falk |
| 28/01/2017 | Falun                             | Sprint (vrije stijl)                  | Stina Nilsson                                                                 | Maiken Caspersen Falla                                                         | Heidi Weng                                                              |
| 29/01/2017 | Falun                             | 15 km klassieke stijl (massastart)    | Marit Bjørgen                                                                 | Ingvild Flugstad Østberg                                                       | Heidi Weng                                                              |
| 03/02/2017 | Pyeongchang                       | Sprint (klassieke stijl)              | Anamarija Lampič                                                              | Silje Øyre Slind                                                               | Ida Sargent                                                             |
| 04/02/2017 | Pyeongchang                       | 15 km skiatlon                        | Justyna Kowalczyk                                                             | Elizabeth Stephen                                                              | Masako Ishida                                                           |
| 05/02/2017 | Pyeongchang                       | Teamsprint (vrije stijl)              | Zweden I Elin Mohlin Maria Nordström                                          | Noorwegen I Anna Svendsen Silje Øyre Slind                                     | Verenigde Staten I Sophie Caldwell Ida Sargent                          |
| 18/02/2017 | Otepää                            | Sprint (vrije stijl)                  | Stina Nilsson                                                                 | Maiken Caspersen Falla                                                         | Heidi Weng                                                              |
| 19/02/2017 | Otepää                            | 10 kilometer klassieke stijl          | Marit Bjørgen                                                                 | Charlotte Kalla                                                                | Heidi Weng                                                              |
| 21 februari tot en met 5 maart 2017: wereldkampioenschappen langlaufen 2017 in Lahti (telt niet mee voor wereldbeker) |                                   |                                       |                                                                               |                                                                                |                                                                         |
| 08/03/2017 | Drammen                           | Sprint (klassieke stijl)              | Stina Nilsson                                                                 | Krista Pärmäkoski                                                              | Hanna Falk                                                              |
| 11/03/2017 | Oslo                              | 30 km klassieke stijl (massastart)    | Marit Bjørgen                                                                 | Krista Pärmäkoski                                                              | Kerttu Niskanen                                                         |
| Wereldbekerfinale |                                   |                                       |                                                                               |                                                                                |                                                                         |
| 17/03/2017 | Quebec                            | Sprint (vrije stijl)                  | Stina Nilsson                                                                 | Maiken Caspersen Falla                                                         | Hanna Falk                                                              |
| 18/03/2017 | Quebec                            | 10 km klassieke stijl (massastart)    | Marit Bjørgen                                                                 | Heidi Weng                                                                     | Krista Pärmäkoski                                                       |
| 19/03/2017 | Quebec                            | 10 km vrije stijl (handicapstart)     | Marit Bjørgen                                                                 | Heidi Weng                                                                     | Stina Nilsson                                                           |
| Eindklassement wereldbekerfinale:                                                                                     | Eindklassement wereldbekerfinale: | Eindklassement wereldbekerfinale:     | Marit Bjørgen                                                                 | Heidi Weng                                                                     | Stina Nilsson                                                           |

### Eindstanden
| Algemene wereldbeker | Algemene wereldbeker     | Algemene wereldbeker | Algemene wereldbeker |
| #                    | Naam                     | Land                 | Punten               |
| -------------------- | ------------------------ | -------------------- | -------------------- |
| 1                    | Heidi Weng               | NOR                  | 2.032                |
| 2                    | Krista Pärmäkoski        | FIN                  | 1.618                |
| 3                    | Ingvild Flugstad Østberg | NOR                  | 1.517                |
| 4                    | Stina Nilsson            | SWE                  | 1.437                |
| 5                    | Marit Bjørgen            | NOR                  | 1.307                |
| 6                    | Jessica Diggins          | USA                  | 912                  |
| 7                    | Maiken Caspersen Falla   | NOR                  | 866                  |
| 8                    | Kerttu Niskanen          | FIN                  | 704                  |
| 9                    | Charlotte Kalla          | SWE                  | 660                  |
| 10                   | Laura Mononen            | FIN                  | 605                  |

| Afstandswereldbeker | Afstandswereldbeker      | Afstandswereldbeker | Afstandswereldbeker |
| #                   | Naam                     | Land                | Punten              |
| ------------------- | ------------------------ | ------------------- | ------------------- |
| 1                   | Heidi Weng               | NOR                 | 951                 |
| 2                   | Marit Bjørgen            | NOR                 | 854                 |
| 3                   | Krista Pärmäkoski        | FIN                 | 807                 |
| 4                   | Ingvild Flugstad Østberg | NOR                 | 771                 |
| 5                   | Charlotte Kalla          | SWE                 | 491                 |
| 6                   | Stina Nilsson            | SWE                 | 467                 |
| 7                   | Jessica Diggins          | USA                 | 432                 |
| 8                   | Kerttu Niskanen          | FIN                 | 417                 |
| 9                   | Laura Mononen            | FIN                 | 383                 |
| 10                  | Joelia Tsjekaleva        | RUS                 | 367                 |

| Sprintwereldbeker | Sprintwereldbeker        | Sprintwereldbeker | Sprintwereldbeker |
| #                 | Naam                     | Land              | Punten            |
| ----------------- | ------------------------ | ----------------- | ----------------- |
| 1                 | Maiken Caspersen Falla   | NOR               | 558               |
| 2                 | Stina Nilsson            | SWE               | 520               |
| 3                 | Hanna Falk               | SWE               | 359               |
| 4                 | Heidi Weng               | NOR               | 321               |
| 5                 | Ingvild Flugstad Østberg | NOR               | 306               |
| 6                 | Krista Pärmäkoski        | FIN               | 281               |
| 7                 | Natalja Matvejeva        | RUS               | 242               |
| 8                 | Ida Ingemarsdotter       | SWE               | 232               |
| 9                 | Anamarija Lampič         | SLO               | 214               |
| 10                | Jessica Diggins          | USA               | 206               |

## Landenklassementen
| Algemeen | Algemeen         | Algemeen | Algemeen |
| #        | Land             | Punten   |          |
| -------- | ---------------- | -------- | -------- |
| 1        | Noorwegen        | 13.383   |          |
| 2        | Zweden           | 7.053    |          |
| 3        | Finland          | 5.817    |          |
| 4        | Rusland          | 5.711    |          |
| 5        | Verenigde Staten | 3.218    |          |
| 6        | Zwitserland      | 2.597    |          |
| 7        | Duitsland        | 2.563    |          |
| 8        | Frankrijk        | 1.853    |          |
| 9        | Italië           | 1.812    |          |
| 10       | Canada           | 1.800    |          |

| Mannen | Mannen           | Mannen | Mannen |
| #      | Land             | Punten |        |
| ------ | ---------------- | ------ | ------ |
| 1      | Noorwegen        | 6.793  |        |
| 2      | Rusland          | 3.737  |        |
| 3      | Zweden           | 2.877  |        |
| 4      | Finland          | 2.273  |        |
| 5      | Frankrijk        | 1.791  |        |
| 6      | Canada           | 1.714  |        |
| 7      | Zwitserland      | 1.647  |        |
| 8      | Italië           | 1.109  |        |
| 9      | Duitsland        | 760    |        |
| 10     | Verenigde Staten | 708    |        |

| Vrouwen | Vrouwen          | Vrouwen | Vrouwen |
| #       | Land             | Punten  |         |
| ------- | ---------------- | ------- | ------- |
| 1       | Noorwegen        | 6.590   |         |
| 2       | Zweden           | 4.176   |         |
| 3       | Finland          | 3.544   |         |
| 4       | Verenigde Staten | 2.510   |         |
| 5       | Rusland          | 1.974   |         |
| 6       | Duitsland        | 1.803   |         |
| 7       | Zwitserland      | 950     |         |
| 8       | Slovenië         | 709     |         |
| 9       | Italië           | 703     |         |
| 10      | Oostenrijk       | 532     |         |

## Uitzendrechten
- Canada: CBC Sports[1]
- Duitsland: ARD/ZDF[2]
- Finland: Yle
- Nederland: Eurosport
- Noorwegen: NRK
- Zweden: SVT[3][4]
- Zwitserland: SRG SSR[5]